# Лихачёва, Александра Ивановна
Александра Ивановна Лихачёва (25 сентября 1925 — 25 декабря 2009) — передовик советского сельского хозяйства, доярка колхоза имени Жданова Богдановичского района Свердловской области, Герой Социалистического Труда (1971).

## Биография
Родилась 25 сентября 1925 года в селе Мелехина Богдановичского района Шадринского округа Уральской области в многодетной русской крестьянской семье.
В 1932 году семья попала под раскулачивание. Отец был угнан на лесозаготовки, а мать лишили дома. По возвращении домой отец стал трудиться главным агрономом колхоза.
В 1941 году завершила обучение в начальной школе и пошла работать. В 16 лет, окончив курсы трактористки, стала обрабатывать землю на тракторе. Сеяла, косила, жала, перевыполняла нормы в 1,5-2 раза. 15 лет отдала этой профессии.
В 1956 году перешла работать на ферму дояркой колхоза имени А. А. Жданова. Постепенно наращивала надои от закреплённых коров. Сначала перешла рубеж 3000 килограммов молока в среднем от каждой коровы за года, а к восьмой пятилетки надои составили свыше 5000 килограммов молока.
Указом Президиума Верховного Совета СССР от 8 апреля 1971 года за получение высоких показателей в сельском хозяйстве и рекордные надои молока Александре Ивановне Лихачёвой было присвоено звание Героя Социалистического Труда с вручением ордена Ленина и золотой медали «Серп и Молот».
Продолжала трудиться в колхозе до выхода на пенсию, показывала высокие производственные результаты.
Проживала в городе Богданович. Умерла 25 декабря 2009 года. Похоронена на сельском кладбище.

## Награды
За трудовые успехи была удостоена:
- золотая звезда «Серп и Молот» (08.04.1971)
- орден Ленина (22.03.1966, 08.04.1971)
- другие медали
- Почётный гражданин муниципального образования «Богдановичский район» (28.06.2001)